# Vittoria Accorombona

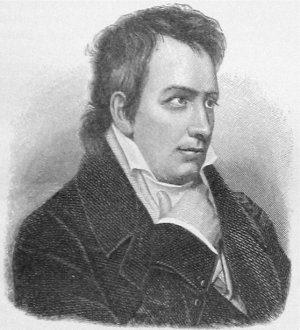
Ludwig Tieck. Nach einem Gemälde von Joseph Karl Stieler aus dem Jahr 1838

Vittoria Accorombona ist der Titel eines 1840 publizierten historischen Romans mit Zeitbezügen von Ludwig Tieck. Erzählt wird in Anlehnung an historische Quellen der Auf- und Abstieg der Familie Accorombona zur Renaissance-Zeit. Im Mittelpunkt steht die Geschichte der gebildeten und um Unabhängigkeit bemühten Patriziertochter Vittoria, die aus Familieninteressen durch zwei Heiraten in die höchste Gesellschaft Roms aufsteigt, in Machtkämpfe einbezogen und schließlich, wie ihre zwei Ehemänner, ermordet wird.

## Inhalt

### Ausgangssituation
Vittorias Vater ist der angesehene bürgerlicher Rechtsgelehrte und Richter Federigo Accorombona (III. Buch, 4. Kap.), ihre Mutter Julia stammt aus der alten Aristokratenfamilie Agubio. Nach dem Tod ihres Mannes übernimmt Donna Julia die Familienführung. Kardinal Farnese unterstützt sie in einem sich über Jahre hinziehenden Vermögensprozess, dessen Gewinn ihren Lebensstandard sichern würde, und beim Aufbau der Karriere ihrer Kinder. Zu Beginn des Romans, 1575, ist ihr dies bei ihrem als Gelehrter und feiner Weltmann beliebten ältesten Sohn Ottavio bereits gelungen: unter Farnese ist er zum Abt ernannt worden. Dagegen macht Marcello, der zweitälteste Sohn, der Mutter Sorgen, weil er mit dem als Bandit verdächtigten Ambrosio Umgang hat. Ihre Hoffnungen ruhen weniger auf dem kindlichen, sensiblen Flaminio, dem jüngsten Sohn, als vielmehr auf ihrer schönen an Kunst, Poesie und der Natur interessierten 16-jährigen Tochter Vittoria, die sie mit einem einflussreichen reichen Mann verheiraten möchte.

### Sommeridylle in Tivoli (Erstes Buch)
Das erste Buch spielt 1575 in Tivoli, wo die Familie sich während der warmen Jahreszeit in ihrem Landhaus aufhält und dort Gelehrte und Künstler als Gäste empfängt, u. a. die Dichter Cesare Caporale und Torquato Tasso. Mit ihnen besichtigen sie die berühmten Gartenanlagen der benachbarten Villa d’Este und diskutieren über die künstlerisch veredelte (Tasso) oder durch die Gestaltung verfälschte Natur (Vittoria). Als Gesellschaftsspiel veranstaltet man „kleine poetische Akademien“ und schreibt improvisiert Gedichte über ein Thema, z. B. „die Gewalt der Liebe“.
Vittoria hat sich mit dem armen Theologie-Studenten Camillo Matthei angefreundet, der bei seinem Onkel, Priester Vincenz, seine Sommerferien verbringt. Bei einer Wanderung zu den Wasserfällen stürzt Vittoria in einen Gebirgsbach, Camillo rettet sie aus einem Strudel und verletzt sich dabei (I, 1). Donna Accorombona ist ihm verpflichtet, bezahlt die Arztkosten und bietet dem jungen Mann ihre Unterstützung bei seiner Ausbildung zum Priester und beim Aufbau seiner Karriere an, möchte ihn aber, im Gegensatz zu Vittorias Vorschlag, nicht in ihre Familie einbinden. Sie merkt, dass sich Vittoria und Camillo ineinander verliebt haben, und fürchtet, der Jüngling werde als Retter Ansprüche auf Vittoria erheben, die sie wegen ihrer Dankbarkeit in Schwierigkeiten bringen könnte. Deshalb warnt sie ihre Tochter vor einer Beziehung zu einem armen Mann aus einer anderen Gesellschaftsschicht, die tragisch enden werde (I, 2). In einer stabilen Ehe müsse der Mann finanziell und standesgemäß der Frau überlegen sein. Vittoria lehnt diese Vorstellung ab, sie hat eine schlechte Meinung von den vornehmen Männern, die ihre Frauen bevormunden, und möchte lieber ledig bleiben oder sogar sterben, als einen ungeliebten Mann zu heiraten, der ihren Vorstellungen von Freiheit und Moral nicht entspricht. Ihr gefällt es, dass Camillo das Angebot ihrer Mutter ablehnt, weil er sich nicht für ein geistliches Amt eigne (I, 3).
Während des Besuchs des Dichters Cesare Caporale, mit dem sich die Frauen über Vittorias Albträume, die Prophezeiungen in Sagen und Märchen und die unsterbliche göttliche Kraft der Seele unterhalten, taucht Marcello in der Nacht bei ihnen auf. Er ist nach der Festnahme Ambrosios und seiner Bande auf der Flucht, ebenso Camillo (I, 3). Zuvor hat er im Streit mit der Mutter die Außenseiter als freie Menschen verteidigt, die sich mit dem korrupten Staat überworfen haben, wie viele andere tugendhaften Leute, darunter angesehene Grafen.
Bald darauf, erreicht Julia die Nachricht von der Verhaftung Marcellos und sie bricht den Landaufenthalt ab, um in Rom Kardinal Farnese um die Rettung ihres Sohnes vor einer Hinrichtung oder einer Galeerenstrafe zu bitten. Vittoria fühlt sich in Tivoli wohl und fürchtet ihre Rückkehr in die undurchsichtig-intrigante Gesellschaft.

### Familienstrategien (Zweites Buch)
Donna Julias Gespräche mit ihrem Gönner Farnese bringen nicht den erhofften Erfolg, denn es gibt Hindernisse für eine Entlassung Marcellos aus der Haft: Graf Giovanni Pepoli fordert mit Unterstützung der einflussreichen Fürstin Margaretas von Parma das strenge Verhör der Verhafteten, um den Aufenthaltsort seines Verwandten Velluti herauszufinden, der von Ambrosios Bande entführt worden ist, um Lösegeld zu erpressen (II, 2 und 5). Der Kardinal versucht, die Situation für seine persönlichen Interessen auszunutzen, zumal auch der Vermögensprozess Julias wenig erfolgreich verläuft. Er macht ihr das Angebot, wenn Vittoria seine Geliebte würde, der Familie eines seiner Schlösser zu schenken, Marcello aus der Haft zu befreien und ihm und seinen Brüdern zu angesehenen und einträglichen Positionen zu verhelfen (II, 3). Er erinnert die von ihm enttäuschte Julia daran, dass ehemalige Mätressen in die höchsten Kreise aufgestiegen sind oder sogar, wie Lucretia Borgia, Herzoginnen wurden.
Julia bespricht mit ihrer Tochter die Lage: Ohne männlichen Schutz könne sie die Familie nicht retten. Vittoria hat kürzlich den gewalttätigen, hartnäckig um sie werbenden Grafen Ludovico (Luigi) Orsini zurückgewiesen und ist über Farneses Vorschlag empört: „[S]olange meine Seele mein eigen ist, ruht auch mein Schicksal in meiner Hand. […] Welch Wesen kann zu uns treten und sagen: Du sollst mir gehorchen! Solange ich noch ein Glied regen kann, werde ich mich nicht vor Menschen, auch nicht vor Tod und Schicksal demütigen.“
Vittorias Befürchtungen vor ihrer Rückkehr nach Rom haben sich somit bewahrheitet, aber durch die Werbung des jungen Francesco Peretti finden die Accorombona einen Ausweg aus ihrem Dilemma. Kurz zuvor hat sich Vittoria, die gewohnt ist, mit Dichtern zu diskutieren und sich poetisch mit ihnen zu messen, über ihn noch wegen seiner mangelnden Bildung und seiner schwachen, unausgereiften Persönlichkeit lustig gemacht. Nachdem Francesco von seinem reichen, einflussreichen Vormund und Oheim Kardinal Montalto, der sich eine Stabilisierung seines labilen Pflegesohnes wünscht, die Einwilligung zu einer Ehe mit Vittoria erhalten hat, drängt ihre Mutter sie zur Heirat, zumal der Kardinal Chancen hat, Papst zu werden, und bereit ist, das Paar großzügig zu finanzieren, ihnen juristischen Beistand für ihren Prozess zu besorgen und sich für die Freilassung Marcellos einzusetzen (II, 5). Dessen Situation hat sich verbessert, seit Graf Pepolis durch ein privates Arrangement mit den Entführern, welches 10 Jahre später zu seiner Ermordung in Bologna führen wird (V, 5), die Freilassung Vellutis erreicht hat (II, 6).
Alles geschieht, wie von Julia gewünscht, und Vittoria stimmt gezwungenermaßen der Ehe zu, doch dem Familienfreund Caporale bekennt sie (II, 4): „[I]ch sehe mit jedem Tage mehr ein, dass dasjenige, was ich mir so nennen wollte, nur ein albernes Kindermärchen ist […] Ich werde eingespannt, wie der Ackerstier, in das Joch der alltäglichen Gewöhnlichkeit, so ziehe ich denn nun auch die Furchen der hergebrachten und regelrechten Langeweile, wie die übrigen Menschen. […] Ob ich so oder so verkauft werde, wenn ich dann doch einmal verhandelt werden soll, kommt doch wohl auf eins hinaus. Wer versteht denn von euch […] die Hoheit, den reinen Adel einer echten Jungfrau? […] Weggeworfen bin ich, vernichtet, es hat so sein müssen, ich erlebe meine sogenannte Bestimmung, das heißt in meiner Sprache: die Nichtswürdigkeit. […] Ich habe in dieses kalte eklige Schlangengewinde [des Lebens], in dieses Durcheinander des widrigen Ungeziefers erst jetzt den wahren, richtigen Blick hineinwerfen können. […] leidend, still, verschlossen nahm ich daran teil und genoss den Glanz der Welt […] schaudert, welche Schlacke sich jetzt aus meiner niederträchtigen Seele herausgewälzt hat.“
Ein Parallelfall zu dem Vittorias, der ihre Geschichte begleitet, ist in gewisser Weise die Rolle Tassos als Hofdichter in Ferrara, die der Humanist und Dichter Speron Sperone in seiner Kritik am eitlen Kunstbetrieb als Beispiel anführt: Mäzene und ihre Frauen werben sich berühmte Dichter, Musiker und Maler gegenseitig ab, um sich mit ihnen zu schmücken, so lange ihre Laune es will (II, 2). In ihrem literarischen Zirkel verteidigt Vittoria den unglücklichen Dichter: „Man möchte weinen […] wenn in unserem armen Vaterlande der Genius, fast wie ein Hofhund, an den Ketten fürstlicher Gnade gefangen liegt. Ein Spielwerk der Launen, ein Putz für die Hochmut ohne wahre Achtung, und noch weniger Liebe: wie das Talent nicht erkannt und dennoch in Knechtespflicht gehalten wird, dann zufällig aufgeopfert, oft dem gemeinsten Interesse sogar geschlachtet.“
Am Tag der Eheschließung begegnet der Hochzeitszug Camillo, der mit anderen zur Galeerenstrafe Verurteilten zum Hafen geführt wird und die Braut verflucht (II, 6): „Marcello neben dir mit Edelsteinen und ich in Ketten! […] Ja, der Himmel, alle Heiligen verfluchen diese sündliche Ehe!“

### Vittorias Ehe mit Francesco Peretti (Drittes Buch)
Vittorias Ehe funktioniert, wie sie es im Trennungsgespräch mit ihrem Mann formuliert (III, 4), nur wenige Tage, dann kehrt Francesco wieder zu seiner lockeren Lebensführung mit Prostituierten zurück, aber äußerlich führen die beiden einen großzügigen Haushalt und scheinen zufrieden zu leben. Der literarische Salon, poetische Akademie genannt, ist beliebter Treffpunkt von Kunstliebhabern der Oberschicht und Dichtern, die ihre Werke vortragen (III, 1). Vittoria selbst ist als Poetin anerkannt und gilt, obwohl sie nicht publiziert, über die Stadtgrenzen hinaus als großes Talent. Ihr tragisches Märchen „Der schwarzbraune Bräutigam“, in dem ein Jüngling durch ihm sein Glück missgönnende dämonische „Scheußliche“ in den Tod getrieben wird, kontrastiert mit den eher heiteren und unterhaltsamen Anekdoten ihrer Gäste.
Unter dem Namen Don Giuseppe lässt sich der Herzog von Bracciano in ihr Haus einführen, weil er von Vittorias Schönheit gehört hat. Sie ist von seinem Auftreten und seiner Bildung fasziniert. Sie verlieben sich ineinander und Vittoria wird sich ihrer unglücklichen Ehe bewusst. „Wem habe ich es versprochen, mir, oder ihm, oder Gott, dass ich diesen kleinen Francesco lieben will? Lieben! als hätte ich nur gewusst, was das Wort zu bedeuten habe. […] Erst jetzt weiß ich […] dass ich unglücklich bin, ich weiß es, bis dahin träumte ich nur.“
Der Herzog hört im Salon vom Gerücht der Beziehung seiner am Hof ihres Bruders lebenden Frau Isabella mit Troilo Orsini und reist nach Florenz. Im Gespräch mit seinen Schwägern, dem Großherzog Francesco und dessen jüngerem Bruder Pietro, wird die Thematik untreuer und unehrenhafter Ehefrauen behandelt (III, 2). Pietro ist für eine Lösung ohne „Gerichte und Priester“: „Und das ist auch das größte Vorrecht unseres Standes, dass wir nicht, wie die kümmerlichen Menschen dunkler Geschlechter nach Form und Recht zu fragen brauchen.“ Kurz darauf erwürgt er seine Frau Eleonora. Bracciano wählt einen anderen Weg. Er gibt vor, sich nach langer Abwesenheit wieder mit Isabella versöhnen zu wollen und reist mit ihr und kleinem Gefolge zu seinem Waldschloss. Ihr Argwohn beim Abschied von Florenz, v. a. vom weinenden Großherzog, bestätigt sich. Sie ängstigt sich in der einsamen Gegend und der Herzog spricht trotz großer Höflichkeit versteckt in Anspielungen von ihrem Verhältnis. Als die Nachricht vom Tod ihrer Schwägerin zusammen mit einer Geheimbotschaft Troilos eintrifft, sie solle fliehen, verstärkt Bracciano durch seine Parteinahme gegen Eleonore ihre Angst: Er findet den Brief. Sie gerät in Panik und schreit, ihr Mann verriegelt die Tür, und als ihre Kammerfrau zu Hilfe kommt, findet sie die sterbende Isabella mit blauen Flecken im Gesicht in den Armen des klagenden Ehemanns. Das Gerücht von der Ermordung der beiden Frauen, offenbar mit Duldung des Großherzogs, erreicht Rom und die Accorombona. Selbst der Bruder des Herrschers, Kardinal Ferdinando, ist von der Rache der Ehemänner überzeugt, obwohl er einräumt, seine Schwester sei wegen der langen Abwesenheit ihres Mannes von einer faktischen Trennung ausgegangen (III, 4): „Nach unseren Sitten und unsinnigen Begriffen des Ritterstandes und Adels hatte sie [Isabella] freilich den Tod verdient; denn ihr Verhältnis mit Troilo Orsini war offenkundig.“
Vittoria zeigt bereits zu einem Zeitpunkt, an dem sie noch nicht die Identität des Gastes, in den sie sich verliebt hat, kennt, im Gegensatz zu ihrer Mutter, ein gewisses Verständnis: „Oft […] ist dergleichen auch keine Tat, sondern ein Schicksal, das sich aus den Umständen unabweislich wie von selbst entwickelt. […] warum Grauen und Entsetzen vor ihm [dem rächenden Mann] empfinden? Scheltet doch die hergebrachte Sitte unseres verwirrten Lebens, diese Ehre, wie sie Männer nennen, dieses schwarze Nebelgespenst, dem schon so viele Opfer gefallen sind. […] Ich mag den Fürsten nicht verteidigen […] aber in einer Behauptung werde ich nicht unrecht haben, dass auch die stärkste Frau, wenn sie liebt, vor dem Mann in ihrer Zärtlichkeit eine gewisse Scheu und Furcht haben müsse, durch welche das Geheimnis der Liebe dann noch eine höhere Weihe erhält.“ Als bald darauf Bracciano die Accorombona besucht und sich zu erkennen gibt, reflektiert Vittoria die beiden Situationen und ihre Empfindungen für den ca. 15 Jahre älteren Fürsten: „Die beiden Stimmungen waren sich so ähnlich, und doch wieder so unähnlich; ihr war, als habe sie sich im jetzigen Augenblick völlig verloren, und doch blitzte sie in diesem Vernichtetsein ein so helles Bewusstsein der wahrsten Existenz an, dass dieses Grübeln ihr schon hohes Glück war.“
Sie entscheidet sich jetzt zu einem Bruch mit ihrem Mann, nachdem dieser sich von seinen schweren Verletzungen aus einem Eifersuchtsstreit um die „verrufenen Agnes“ erholt hat. Sie wirft ihm seinen Rückfall in sein liederliches Leben mit „schlechten Weibsbildern“ schon bald nach der Heirat vor. „So wie du lebst und denkst, wäre diese Vertraulichkeit nur schmachvoller Ehebruch, die Entweihung alles Göttlichen in mir“. Sie will jetzt nicht mehr an das Sakrament gebunden sein, das sie „abwechselnd mit der schmutzigsten Kreatur teilt[-]“ Für ihre Mutter ist diese Entwicklung eine neue Enttäuschung, nachdem ihr Sohn, Bischof Ottavio, und Francesco wieder Kardinal Farnese hofieren, den Gegenspieler ihres Förderers Montalto, weil sie sich von diesem mehr Unterstützung versprechen. Zudem hat sich Marcello erneut einer Bande angeschlossen, die im Auftrag eines mächtigen Adligen operiert. Ihr jüngster Sohn Flaminio wird Sekretär Braccianos und so sind die Mitglieder ihrer Familie in die zwei Parteien Farnese und Bracciano gespalten.

### Ehe – Liebe – Konflikte (Viertes Buch)
In der Öffentlichkeit werden die Veränderungen der Ehe Peretti nicht sichtbar und das Haus ist weiter Treffpunkt einflussreicher Männer, die sich über aktuelle Ereignisse unterhalten (IV, 1). Beispielsweise diskutiert Vittoria mit Graf Pepoli, Kardinal Farnese und Herzog Bracciano über die Machtkämpfe der reichen Familien und ihre Zusammenarbeit mit Banden, die sie als Milizen gegen ihre Gegner engagieren und somit den Kirchenstaat schwächen. Vittoria verteidigt die „Empörer, Verbannte, Räuber und von der Gesellschaft Ausgestoßene“ als notwendiges Übel, um die Macht der korrupten Großfamilien etwas einzuschränken: „Sie sind also die kräftigeren Naturen, die freien, selbstständigen, dem schwankenden Staate mit seinen zagenden Anstalten gegenüber. Sie sagen also durch ihren öffentlichen Austritt dreist und öffentlich: das Wesen, welches ihr einen Staat nennen wollt, erklären wir für untergegangen: hier in den Feldern, Bergen und Wäldern bilden wir vorläufig den echten, wahren Staat, auf Freiheit gegründet, im Widerspruch aller jener quälenden, engherzigen Hemmungen und unverständlichen Bedingungen, die ihr Gesetze nennen wollt! Alles, was sich losreißen kann, was der Freiheit genießen will, kommt zu uns, und früher oder später muss unsere Gesinnung die im Lande herrschende sein, aus unserer Kraft muss sich neue Verfassung, ein besseres Vaterland entwickeln, und die schlimmern Räuber, die engherzigen, klüglich Eigennützigen, die zaghaften Egoisten sitzen, von uns verbannt, hinter morschen Mauern und wurmstichigen Gesetzen, an welche sie selber nicht mehr glauben.“
Bei einem seiner Besuche trifft Bracciano Vittoria allein an und liest ihre Gedichte („O du Rosenknospe!“) in denen sie ihre Liebe zu ihm beschreibt und sie bekennen sich gegenseitig ihr Gefühle füreinander (III, 2). In der nächsten Zeit treffen sie sich oft in Gesellschaften und auch heimlich in ihrem Haus, aber sie erklärt ihm, dass sie zwar mit ihrem Mann keine Ehe mehr führt, aber der Ehre ihrer Familie verpflichtet ist und nicht seine Geliebte werden kann, auch nicht, wie er vorschlägt, nach einer Flucht ins Ausland oder nach einer Scheidung (III, 3).
Die Mordserie setzt sich fort, nachdem Peretti seinem Gönner Farnese, der seine Zurückweisung durch Vittoria nicht vergessen hat, seine Frau zuführen will und eine Entführung auf ihrer Fahrt nach Tivoli arrangiert (III, 3). Bracciano hat diese Unterredung belauscht. Die Reise kommt nicht zustande, denn in der Nacht vor der Abreise erhält Peretti von dem zwielichtigen Manzini einen von Marcello unterzeichneten Brief, in dem er zum Monte Cavallo gerufen wird. Dort wird er von dunklen Gestalten erschossen und erstochen (III, 5). Mancini und Marcello tauchen unter.
Vittoria ist über die Tat erschüttert, schreibt darüber das Gedicht „Ernst und Trauer des Lebens“ und fürchtet die Folgen der Gerüchte, v. a. sie sei die Geliebte Braccianos und habe ihren Mann mit Hilfe ihres Bruders ermorden lassen (III, 6). Da sie ihr Haus wieder Montalto zurückgeben muss, kommt sie mit ihrer Mutter und dem Personal zuerst im Palast ihres Beschützers Bracciano unter. Zugleich wird sie vor einem Kuriengericht im Vatikan der Schuld oder Mitschuld am Tod ihres Mannes angeklagt, kann sich jedoch erfolgreich mit guten Argumenten verteidigen und Farnese mit Andeutungen unter Druck setzen. So muss man sie freisprechen. Sie wird allerdings von Bracciano getrennt und erhält Hausarrest in der Engelsburg. Hintergrund ist Kardinal Fernandos Versuch, eine Ehe mit ihrem mutmaßlichen Geliebten zu verhindern, damit die Erbschaft der beiden Kinder aus der Ehe mit seiner Schwester nicht gekürzt wird. Bracciano muss diesem Urteil des Papstes zustimmen. Julia ist über den Abstieg ihrer Familie krank und wahnsinnig geworden und stirbt in ihrem Haus in Tivoli (V, 3). Ihr folgt der von der Entwicklung enttäuschte sterbenskranke Ottavio (V. 4).

### Glück und Tod (Fünftes Buch)
Im Kirchenstaat und in Rom werden die Konflikte der Adligen zunehmend gewaltsam mit Hilfe von Banden, die sie als Privatarmeen anwerben, ausgetragen (V, 1). Als die Regierung dagegen vorgeht, kämpfen viele Adlige gegen die Sbirren und Papst Gregor XIII. muss nachgeben und die Maßnahmen einschränken (V, 2 und 4). Einer der brutalsten Aufrührer ist Luigi Orsini, der schließlich aus Rom verbannt wird. Ihm schließt sich der ehemalige Galeerensklave Camillo Mattei, ebenfalls ein glühender Hasser der Familie Accorombona, an.
Nach dem Tod Gregors (1585) nutzt Bracciano das Interregnum und heiratet Vittoria (V, 4). Die Hochzeit wird zu einem prächtigen Fest. Vittoria dichtet: „Gibt es Götter? Lebt und webt die unsterbliche Lust noch droben im Olymp? Komm, du ernster, trüber Zweifler, und siehe uns hier und unser Glück.“ Und Corporale preist überschwänglich die Braut: „[E]s ist ja eine Göttin, die ihr heimgeführt habt, mehr als Amida, oder Helena. […] Welcher Fürst, welcher Sterbliche, kann sich rühmen, je der Gemahl einer Himmlischen gewesen zu sein? Ja, Venus soll mehr wie einen Erdgeborenen beglückt haben – aber hier, Venus, Juno, Minerva und Diana in ein Wesen verschmolzen: und dieser Ernst, Tiefsinn und diese Schalkheit und kindliche Plauderei, und dies Necken, Witz und große Gesinnung.“
Für viele überraschend wird nicht Farnese, sondern Kardinal Montalto zum Papst Sixtus V. gewählt (V, 5). Der Onkel Perettis verfolgt nicht nur einen harten Kurs gegen die Banden und die mit ihnen zusammenarbeitenden Adligen, sondern auch gegen die Familie Accorombona. Sixtus V. ist über deren von ihm geförderten Kinder Ottavio, Marcello und Vittoria enttäuscht und droht Bracciano mit Hinweisen auf von ihm angeordnete Todesstrafen, obwohl ihn dieser durch die Vermählung seines Sohnes und Erben Virginio mit der Nichte Montaltos versöhnlich stimmen will. Bracciano versteht die Warnung und reist am nächsten Tag mit Vittoria und seinem Gefolge über Bologna nach Salo am Gardasee, wo er sich vor dem Zugriff des Kirchenstaates und der Herzogtums Florenz sicher fühlt (V, 5). Während ihres Sommeraufenthalts in den Alpen richtet Flaminio für sie als ihren zukünftigen Wohnsitz einen Palast in Padua in der Republik Venedig ein. Auch Marcello, von Bracciano großzügig unterstützt, hält sich dort auf und verspricht, sich zu bessern.
In der landschaftlichen Idylle verbringt das Paar, unterbrochen durch Reisen nach Venedig und Verona, die letzte glückliche Zeit seines Lebens. Auf Braccianos ahnungsvolle Worte „Tod und Leben in deiner Nähe ist mir eins“ antwortet Vittoria mit einer allumfassenden Vision: „[U]nd so schweben wir in jenen, uns jetzt unsichtbaren und undenkbaren Gebieten, wir beide eins, und zugleich mit Andacht, Anschauen der vorigen Kräfte eins, wir schon jetzt in begeisterten Momenten aufgehen mit der schönen Natur umher, mit Luft, Himmel, Licht, den Gestirnen der Nacht, und wir in Entzücken die ewigen Kräfte fühlen, die magisch im Gestein und Wasser, in Mond und Sonne weben: wir hören dann, wir fühlen den Pulsschlag der allgewaltigen Natur, Gottheit weht durch unser ganzes Wesen, und auch die kleinste Faser unsers Daseins ist geweiht und klingt, wie die windbewegte Saite der Harfe, in den Akkord der Unendlichkeit hinein.“
Im Herbst hat Vittoria Tagträume von tragischen Ereignissen und schreibt das melancholische Gedicht „Wie selig müde“. (V, 6). Eines Abends kehrt ihr Mann verspätet und kraftlos von einer Wanderung im Gebirge zurück (V, 6). Er halluziniert von einem geheimen Treffen mit einem Alchimisten und Magier, der ihm einen Trank für Gespräche mit Verstorbenen gegeben habe, und stirbt bald darauf. Verschiedene Vermutungen über die Ursachen kursieren in der Gesellschaft: Eine Vergiftung durch seine Gegner in Rom oder Florenz, eine fiebrige Erkrankung, die Folgen seines schlechten Gewissens wegen begangener Verbrechen.
Im Winter bezieht Vittoria ihren Palast in Padua (V, 7). Bracciano hat in seinem Testament zwar seine Ländereien und Häuser seinem Sohn vermacht, seine Frau jedoch so gut bedacht, dass sie einen fürstlichen Haushalt führen könnte. Aber sie lebt, fern der Gesellschaft, sehr zurückgezogen.  Eines Tages spricht Luigi Orsini bei ihr vor. Er hat Einspruch gegen das Testament eingelegt und fordert für sich, die Familie Orsini und Braccianos Kinder eine Neuverteilung und die Reduzierung ihres Anteils. Da sie nicht darauf eingeht und ihn an ihren Advokaten und das Gericht verweist, ist er verärgert und rächt sich, auch in Erinnerung an die von ihm nicht verkraftete Zurückweisung seiner Werbung. Seine Freunde und Söldner überfallen in der Nacht vom 22. Dezember 1585 ihren Palast, erschlagen Flaminio und richten Vittoria hin: „[U]nd wieder an einer anderen Stelle stach [Pignatello] in den edlen, marmorweißen Körper.“ Camillo Matthei, der seit dem Ende seiner Galeerenstrafe aus Zorn auf die Accorombona zu Orsinis Gefolge gehört, beschuldigt, entsetzt über die grausame Tötung seiner Jugendfreundin, vor dem Magistrat Orsini, die Tat geplant zu haben. Die bewaffnete Bürgerschaft, unter ihnen Marcello, belagert Luigis Palast, tötet einige seiner Gefolgsleute und verhaftet ihn (V, 8). Im Gefängnis wird er erdrosselt. Venedig liefert Marcello auf Forderung des Papstes Sixtus aus und dieser lässt ihn in Rom hinrichten.
„So war das ganze Geschlecht der Accoromoni, einst so bekannt, erloschen, untergegangen und bald vergessen. Die Verleumdung verdunkelte den Namen der einst so hoch gepriesenen Vittoria […] Nur zu oft wird das Edle und Große von den kleinen Geistern so verkannt und geschmäht.“

## Quellen und Entwurf

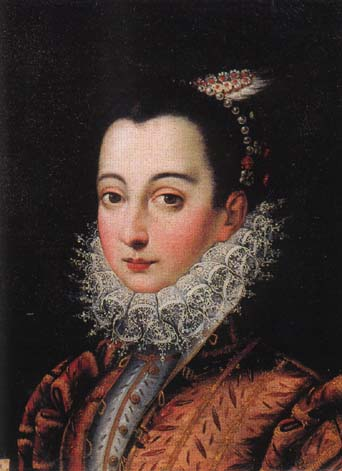
Vittoria Accoramboni (Gemälde von Scipione Pulzone)

### Historie

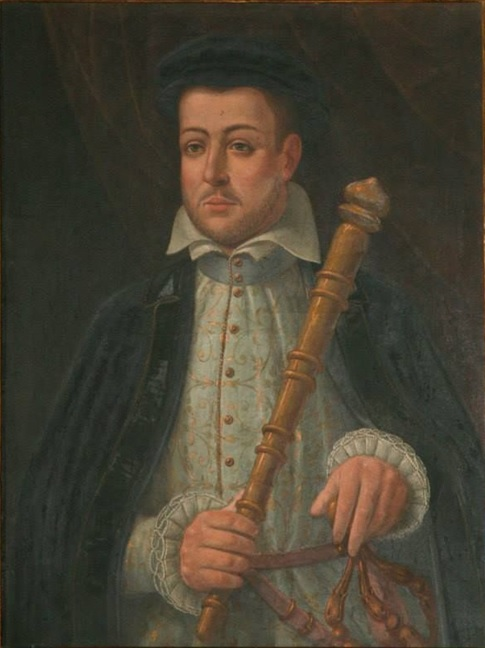
Paolo Giordano I. Orsini